# Alexander Gerndt
Alexander Clas Robin Gerndt, (født 14. juli 1986 i Visby, Sverige) er en svensk fodboldspiller, som siden 2017 har spillet for i den schweiziske klub FC Lugano. Inden skiftet til Lugano havde han spillet for bl.a. Young Boys (2013-17) og i FC Utrecht. Gerndt spiller positionen som angriber.
Gerndt blev i 2010-sæsonen topscorer i Allsvenskan med 20 mål, fordelt med 8 för Gefle IF og 12 for Helsingborgs IF. Han er dermed den første topscorer i Sverige, der har scoret mål for to klubber i samme sæson. Han fik prisen som "årets allsvenska spelare" vid den svenske "Fotbollsgalan" i 2010.
Den 9. november 2010 blev han for første gang udtaget til det svenske A-landshold i en træningskamp mod Tyskland. Gerndt fik 5 minutters spilletid i kampen den 17. november 2010. Gerndts første landskampmål faldt i en træningskamp med Botswana den 19. januar 2011. Gerndt har efterfølgende optrådt som målscorer i Sveriges EM-kvalifikationskamp ude mod Moldavien den 3. juni 2011, hvor Gerndt som indskifter slog den svenske sejr fast med en scoring til 4-1.

## Personlige liv
Gerndt har gennemgået en skilsmisse med sin kone som hed My, og de har to børn sammen. Gerndt er meget populær blandt fans af hans tidligere klub Helsingborgs IF ligeledes som Gävle. Han tidligere udtalt sig for sin interesse for tatoveringer og han sagde det som en besættelse. "Når du har startet, kan du ikke stoppe; du er altid på udkig efter det næste tatovering projekt kan være. " Gerndt var i Thailand, da tsunamien efter Jordskælvet i Det Indiske Ocean 2004 ramte landet.